# Silnice II/137
II/137 je silnice 2. třídy která prochází dvěma kraji a spojuje Hodětín (dále Týn nad Vltavou), Sudoměřice u Bechyně (dále Bechyně), Malšice, Tábor, Ratibořské Hory, Mladou Vožici, Běleč, Vilice a Načeradec. Patří mezi kratší silnice.
Za Československa byl úsek Tábor - Načeradec součástí silnice I/33 vedoucí od Písku až do Náchoda.

## Vedení silnice
Okres Tábor - kraj Jihočeský
- vyústění z II/159 u Hodětína
  - křížení s III/13717 na Blatec
- křížení s II/135 na Bechyni a Soběslav
- Sudoměřice u Bechyně
- Bechyňská Smoleč
  - křížení s III/13714 na Černýšovice
- Všechlapy
- křížení s III/13713 na Třebelice
- křížení s III/13711 na Čenkov a Dobřejice
- Malšice
  - křížení s III/13710 na Maršov
  - křížení s III/1379 na Bečice
  - křížení s III/1376 na Lom
- Slapy
  - křížení s III/1375 na Dražičky
  - křížení s III/1374 na Radimovice u Želče
- Horky
  - křížení s III/1372 na Větrovy
  - křížení s III/1371 na Čelkovice
- Tábor
  - křížení s II/603 na Košín
  - peáž s II/603
  - křížení s II/603 na Sezimovo Ústí
  - křížení s II/123 na Měšice
  - peáž s II/123
  - nadjezd nad dálnicí D3
  - křížení s II/123 na Čekanice
- Záluží
  - křížení s III/0334 na Smyslov
- Hlinice
  - křížení s III/0335 na Chotoviny
- Vřesce
- Ratibořské Hory
  - křížení s III/0336 na Dobronice u Chýnova
  - křížení s III/0339 na Ratibořice
- Dolní Hrachovice
  - křížení s III/01910 na Pohnánec
- Blanice
- křížení s III/00341 na Starou Vožici
- Mladá Vožice
  - křížení s II/124 na Janov
  - peáž s II/124
  - křížení s II/124 na Noskov
  - křížení s II/125 na Šebířov
- Běleč
- Elbančice
  - křížení s III/13715 na Bzovou
- Vilice

Okres Benešov - kraj Středočeský
- Daměnice
- Načeradec
  - zaústění do II/150 na Louňovice pod Blaníkem a Čechtice
  - křížení s III/1288 na Slavětín